# Mohd Zamani Mustaruddin
Mohammad „Mohd“ Zamani Mustaruddin (* 5. Mai 1989) ist ein malaysischer Radrennfahrer.
Mustaruddin fuhr in der Saison 2008 auf der Straße für das malaysische MNCF Cycling Team und gewann die vierte Etappe des Ho Chi Minh City Television Cups in Vietnam. 2009 wurde er zusammen mit Mohd Harrif Saleh, Mohd Saufi Mat Senan und Mohd Syahrul Afiza Fauzan auf der Bahn malaysischer Meister in der Mannschaftsverfolgung.

## Erfolge
2009
- Malaysischer Meister – Mannschaftsverfolgung

## Teams
- 2008 MNCF Cycling Team